# Matica
Matica (z jęz. serbskiego, pol. Macierz) – stowarzyszenia kulturalno-naukowo-oświatowe, tworzone od I połowy XIX wieku przez narody słowiańskie walczące o odrodzenie swojej kultury.
Najwcześniej utworzoną była powstała w 1826 Matica srpska (Serbowie), następnie Matice česká (1831, Czesi), Matica ilirska (1839, Chorwaci), Maćica Serbska (1847, Serbołużyczanie), Matyca Hałycko-Ruska (1848, Ukraińcy), Matice moravská (1849, Morawianie), Matica slovenská (1863, Słowacy), Slovenska matica (1864, Słoweńcy), Macierz Polska (1882, Polacy), Matice slezská (1991, Ślężanie), Matica Makedonska (1991, Macedończycy). W 2010 roku powstała w Banja Luce Matica srpska u Republici Srpskoj.  
Matice spełniły dużą rolę w utrzymaniu dziedzictwa i odrodzeniu kultury słowiańskiej.

## Literatura
- Jan Kozik - "Ukraiński ruch narodowy w Galicji w latach 1830-1848", Kraków 1973